# Tour hertzienne du mont Caubert
La tour hertzienne du mont de Caubert est une tour de radiocommunication située sur le mont de Caubert, où a eu lieu la bataille d'Abbeville.
Elle était à l'origine destinée à la transmission des communications interurbaines du réseau téléphonique commuté par voie hertzienne. Cette activité est aujourd'hui abandonnée avec le déploiement de la fibre optique.

## Caractéristiques
- Géolocalisation : 50° 04′ 54″ N, 1° 48′ 34″ E
- Altitude au sol : 74 m
- Hauteur de la tour : 100 m

### Liste des services sur la tour
- Radiodiffusion FM par TDF : 4 émetteurs
- Radiodiffusion DAB+ par TDF : 1 émetteur
- Téléphonie mobile : Bouygues Telecom (2G, 3G, 4G), Free (3G, 4G), SFR (2G, 3G, 4G), Orange (2G, 3G)
- Radiomessagerie : E*Message (POCSAG)
- Faisceaux hertziens : Free, SFR et service fixe d'Orange
- EDF : COM TER
- IFW (WiMAX) : Boucle locale radio de 3 GHz

Les services numériques de télévision sont diffusés depuis les émetteurs de Limeux, situé à 10 kilomètres de ce site.
Source : Situation géographique du site sur cartoradio.fr (consulté le 24 avril 2017).

## Liste des radios diffusées en analogique
| Radio FM  | Radio FM | Radio FM       | Radio FM  | Radio FM      |
| Fréquence | Nom de la radio | Catégorie      | Puissance | Code RDS (PS) |
| --------- | --- | -------------- | --------- | ------------- |
| 93,9 MHz  | Radio Picardie Littoral (Autorisation abrogée)fréquence reprise en 2019 par Radio 6 depuis l'émetteur Towercast d'Huchenneville | A              | 500 W     | Non           |
| 96,7 MHz  | Skyrock | D              | 1000 W    | SKYROCK_      |
| 102,0 MHz | Fun Radio | D              | 1000 W    | __F_U_N_      |
| 104,1 MHz | RTL | E              | 1000 W    | __RTL___      |
| 105,8 MHz | France Info | Radio publique | 500 W     | __INFO__      |

Source : Les radios d'Abbeville sur annuaireradio.fr (consulté le 24 avril 2017).

## Liste des radios diffusées en numérique
En prévision de la diffusion de la radio numérique des dipôles VHF supplémentaires ont été installés en octobre 2022 par héliportage.
Dans un premier temps les services locaux zone "Amiens étendu" sont diffusés depuis ce site à partir du 6 décembre 2022.
La diffusion du bloc 8D  "Amiens étendu" est réalisée en réseau isofréquence (SFN en anglais) avec deux autres sites :
- Site TowerCast, Chemin rural de Dury, Dury (80)

- Site TDF, CD 57 couture du grand Chevet, Neuville-Saint-Amand (02)

| Radio DAB+  | Radio DAB+ | Radio DAB+                                | Radio DAB+     | Radio DAB+ | Radio DAB+                            | Radio DAB+        | Radio DAB+ | Radio DAB+ | Radio DAB+ | Radio DAB+ |
| Fréquence   | Bloc       | Liste des radios                          | Catégorie      | Débit      | Nom du multiplex attribué par l'Arcom | Opérateur du site | Puissance  | SFN        | Code TII   | Code TII   |
| Fréquence   | Bloc       | Liste des radios                          | Catégorie      | Débit      | Nom du multiplex attribué par l'Arcom | Opérateur du site | Puissance  | SFN        | Principal  | Sous code  |
| ----------- | ---------- | ----------------------------------------- | -------------- | ---------- | ------------------------------------- | ----------------- | ---------- | ---------- | ---------- | ---------- |
| 201.072 MHz | 8D         | Ado                                       | D              | 88 kbps    | Amiens étendu                         | TDF               | 5 KW       | Oui        | 08         | 01         |
| 201.072 MHz | 8D         | Chante France                             | D              | 88 kbps    | Amiens étendu                         | TDF               | 5 KW       | Oui        | 08         | 01         |
| 201.072 MHz | 8D         | Évasion Somme                             | B              | 88 kbps    | Amiens étendu                         | TDF               | 5 KW       | Oui        | 08         | 01         |
| 201.072 MHz | 8D         | France Bleu Picardie                      | Radio publique | 88 kbps    | Amiens étendu                         | TDF               | 5 KW       | Oui        | 08         | 01         |
| 201.072 MHz | 8D         | Hello Le Nord (Non diffusé au 30/04/2023) | B              | 88 kbps    | Amiens étendu                         | TDF               | 5 KW       | Oui        | 08         | 01         |
| 201.072 MHz | 8D         | Melody                                    | D              | 88 kbps    | Amiens étendu                         | TDF               | 5 KW       | Oui        | 08         | 01         |
| 201.072 MHz | 8D         | N'Radio                                   | B              | 88 kbps    | Amiens étendu                         | TDF               | 5 KW       | Oui        | 08         | 01         |
| 201.072 MHz | 8D         | Oüi FM                                    | D              | 88 kbps    | Amiens étendu                         | TDF               | 5 KW       | Oui        | 08         | 01         |
| 201.072 MHz | 8D         | Radio 6                                   | B              | 88 kbps    | Amiens étendu                         | TDF               | 5 KW       | Oui        | 08         | 01         |
| 201.072 MHz | 8D         | Radio Nova                                | D              | 88 kbps    | Amiens étendu                         | TDF               | 5 KW       | Oui        | 08         | 01         |
| 201.072 MHz | 8D         | RCF Hauts-de-France                       | A              | 88 kbps    | Amiens étendu                         | TDF               | 5 KW       | Oui        | 08         | 01         |
| 201.072 MHz | 8D         | Sud Radio                                 | E              | 88 kbps    | Amiens étendu                         | TDF               | 5 KW       | Oui        | 08         | 01         |
| 201.072 MHz | 8D         | TSF Jazz                                  | D              | 88 kbps    | Amiens étendu                         | TDF               | 5 KW       | Oui        | 08         | 01         |

Depuis le 1er février 2024  les multiplex nationaux sont diffusés depuis cet émetteur dans le cadre de la phase 2 du déploiement national.
Ainsi, les mutiplex M1 et M2 sont diffusés depuis cette date.
Le Multiplex M1 dans le cadre de l'allotissement "DAB+ N1_3, Lille, Amiens"
| Radio DAB+  | Radio DAB+ | Radio DAB+       | Radio DAB+ | Radio DAB+ | Radio DAB+                            | Radio DAB+        | Radio DAB+ | Radio DAB+ | Radio DAB+ | Radio DAB+ |
| Fréquence   | Bloc       | Liste des radios | Catégorie  | Débit      | Nom du multiplex attribué par l'Arcom | Opérateur du site | Puissance  | SFN        | Code TII   | Code TII   |
| Fréquence   | Bloc       | Liste des radios | Catégorie  | Débit      | Nom du multiplex attribué par l'Arcom | Opérateur du site | Puissance  | SFN        | Principal  | Sous code  |
| ----------- | ---------- | ---------------- | ---------- | ---------- | ------------------------------------- | ----------------- | ---------- | ---------- | ---------- | ---------- |
| 197,648 MHz | 8B         | Air Zen          | D          | 88 kbps    | Multiplex métropolitain M1            | TDF               | 5 KW       | Oui        | 24         | 09         |
| 197,648 MHz | 8B         | Chérie FM        | D          | 88 kbps    | Multiplex métropolitain M1            | TDF               | 5 KW       | Oui        | 24         | 09         |
| 197,648 MHz | 8B         | Fun Radio        | D          | 88 kbps    | Multiplex métropolitain M1            | TDF               | 5 KW       | Oui        | 24         | 09         |
| 197,648 MHz | 8B         | Latina           | D          | 88 kbps    | Multiplex métropolitain M1            | TDF               | 5 KW       | Oui        | 24         | 09         |
| 197,648 MHz | 8B         | M Radio          | D          | 88 kbps    | Multiplex métropolitain M1            | TDF               | 5 KW       | Oui        | 24         | 09         |
| 197,648 MHz | 8B         | Nostalgie        | D          | 88 kbps    | Multiplex métropolitain M1            | TDF               | 5 KW       | Oui        | 24         | 09         |
| 197,648 MHz | 8B         | NRJ              | D          | 88 kbps    | Multiplex métropolitain M1            | TDF               | 5 KW       | Oui        | 24         | 09         |
| 197,648 MHz | 8B         | Radio Classique  | D          | 88 kbps    | Multiplex métropolitain M1            | TDF               | 5 KW       | Oui        | 24         | 09         |
| 197,648 MHz | 8B         | Rire et Chansons | D          | 88 kbps    | Multiplex métropolitain M1            | TDF               | 5 KW       | Oui        | 24         | 09         |
| 197,648 MHz | 8B         | RTL              | E          | 88 kbps    | Multiplex métropolitain M1            | TDF               | 5 KW       | Oui        | 24         | 09         |
| 197,648 MHz | 8B         | RTL 2            | D          | 88 kbps    | Multiplex métropolitain M1            | TDF               | 5 KW       | Oui        | 24         | 09         |
| 197,648 MHz | 8B         | Skyrock          | D          | 88 kbps    | Multiplex métropolitain M1            | TDF               | 5 KW       | Oui        | 24         | 09         |
| 197,648 MHz | 8B         | Skyrock Klassiks | D          | 88 kbps    | Multiplex métropolitain M1            | TDF               | 5 KW       | Oui        | 24         | 09         |

Le Multiplex M2 dans le cadre de l'allotissement "DAB+ N2_1, Paris, Lille, Amiens, Rouen, Caen, Cherbourg, Rennes, Brest, Nantes, Laval, Le Mans, Tours, Orléans, Bourges, Nevers, Guéret, Clermont-Ferrand"
| Radio DAB+ | Radio DAB+ | Radio DAB+       | Radio DAB+     | Radio DAB+ | Radio DAB+                            | Radio DAB+        | Radio DAB+ | Radio DAB+ | Radio DAB+ | Radio DAB+ |
| Fréquence  | Bloc       | Liste des radios | Catégorie      | Débit      | Nom du multiplex attribué par l'Arcom | Opérateur du site | Puissance  | SFN        | Code TII   | Code TII   |
| Fréquence  | Bloc       | Liste des radios | Catégorie      | Débit      | Nom du multiplex attribué par l'Arcom | Opérateur du site | Puissance  | SFN        | Principal  | Sous code  |
| ---------- | ---------- | ---------------- | -------------- | ---------- | ------------------------------------- | ----------------- | ---------- | ---------- | ---------- | ---------- |
| 199,360MHz | 8C         | BFM Business     | D              | 88 kbps    | Multiplex métropolitain M2            | TDF               | 5 KW       | Oui        | 18         | 02         |
| 199,360MHz | 8C         | BFM Radio        | D              | 88 kbps    | Multiplex métropolitain M2            | TDF               | 5 KW       | Oui        | 18         | 02         |
| 199,360MHz | 8C         | Europe 1         | E              | 88 kbps    | Multiplex métropolitain M2            | TDF               | 5 KW       | Oui        | 18         | 02         |
| 199,360MHz | 8C         | Europe 2         | D              | 88 kbps    | Multiplex métropolitain M2            | TDF               | 5 KW       | Oui        | 18         | 02         |
| 199,360MHz | 8C         | FIP              | Radio publique | 88 kbps    | Multiplex métropolitain M2            | TDF               | 5 KW       | Oui        | 18         | 02         |
| 199,360MHz | 8C         | France Culture   | Radio publique | 88 kbps    | Multiplex métropolitain M2            | TDF               | 5 KW       | Oui        | 18         | 02         |
| 199,360MHz | 8C         | France Info      | Radio publique | 88 kbps    | Multiplex métropolitain M2            | TDF               | 5 KW       | Oui        | 18         | 02         |
| 199,360MHz | 8C         | France Inter     | Radio publique | 88 kbps    | Multiplex métropolitain M2            | TDF               | 5 KW       | Oui        | 18         | 02         |
| 199,360MHz | 8C         | France Musique   | Radio publique | 88 kbps    | Multiplex métropolitain M2            | TDF               | 5 KW       | Oui        | 18         | 02         |
| 199,360MHz | 8C         | KTO Radio        | D              | 88 kbps    | Multiplex métropolitain M2            | TDF               | 5 KW       | Oui        | 18         | 02         |
| 199,360MHz | 8C         | Mouv'            | Radio publique | 88 kbps    | Multiplex métropolitain M2            | TDF               | 5 KW       | Oui        | 18         | 02         |
| 199,360MHz | 8C         | RFM              | D              | 88 kbps    | Multiplex métropolitain M2            | TDF               | 5 KW       | Oui        | 18         | 02         |
| 199,360MHz | 8C         | RMC              | E              | 88 kbps    | Multiplex métropolitain M2            | TDF               | 5 KW       | Oui        | 18         | 02         |

## Photos du site
- Sur annuaireradio.fr (consulté le 24 avril 2017).